# Dolmen de Hidalgo
El Dolmen de Hidalgo o Dolmen de El Agostado fue un monumento megalítico ubicado en el municipio español de Sanlúcar de Barrameda, situado en la provincia de Cádiz, en Andalucía. El dolmen apareció en la década de 1970 en la viña de El Agostado, como consecuencia de la construcción en ella de un depósito de agua. Fue excavado por Juan de Mata Carriazo y Arroquia y se bautizó con el nombre del propietario del terreno donde apareció, quien ayudó a la excavación y a salvar el ajuar. Tras su estudio el dolmen fue destruido para construir una balsa de agua en su lugar.